# Noordzeekustzone

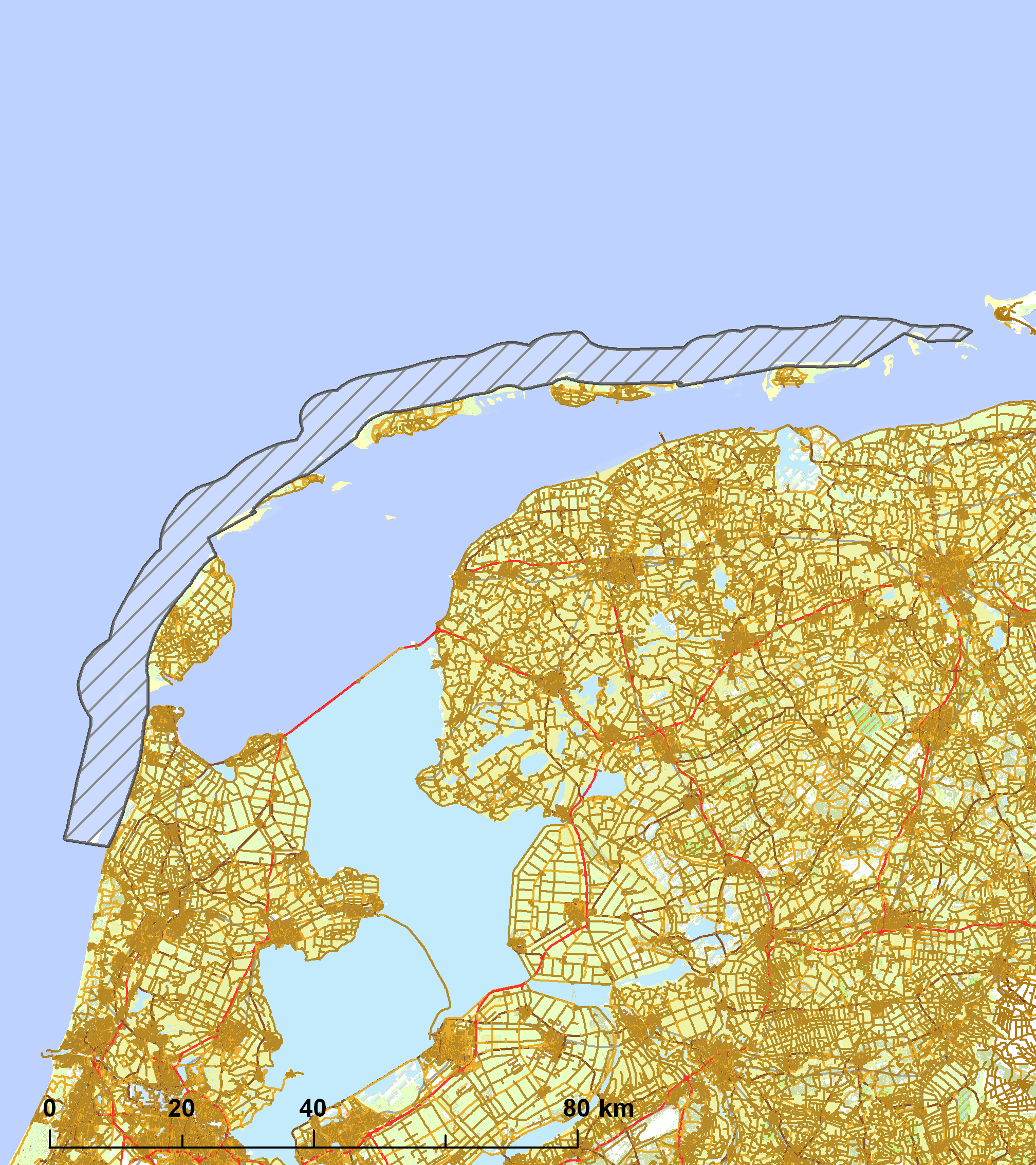
Karte des Schutzgebiets (schraffiert)

Das EU-Vogelschutzgebiet und Fauna-Flora-Habitat-Gebiet Noordzeekustzone liegt in der Nordsee in der ausschließlichen Wirtschaftszone der Niederlande. Das 1.445 km² große Schutzgebiet gehört zum europäischen Schutzgebietsnetz Natura 2000. Es umfasst die der niederländischen Küste und den westfriesischen Inseln von Bergen bis Schiermonnikoog vorgelagerte Küstenzone des Nordsee vom Mittleren Tiden-Hochwasser bis zu einer Wassertiefe von 20 m. Der wichtigste Lebensraumtyp im Gebiet sind permanent überflutete Sandbänke.
Das Gebiet grenzt unmittelbar an das Natura-2000-Gebiet Waddenzee sowie einige kleinere terrestrische Schutzgebiete auf den westfriesischen Inseln und an der Küste. Es wurde 2002 vorgeschlagen, 2004 als Gebiet gemeinschaftlicher Bedeutung bestätigt und 2009 als Besonderes Erhaltungsgebiet ausgewiesen. Bereits im Jahr 2000 wurde es als europäisches Vogelschutzgebiet ausgewiesen.

## Schutzzweck
Folgende Lebensraumtypen nach Anhang I der FFH-Richtlinie sind für das Gebiet gemeldet:
| EU Code | * | Lebensraumtyp (offizielle Bezeichnung)                                                            | Fläche [ha] |
| ------- | - | ------------------------------------------------------------------------------------------------- | ----------- |
| 1110    |   | Sandbänke mit nur schwacher ständiger Überspülung durch Meerwasser (sublitorale Sandbänke)        | 144.474     |
| 1140    |   | Vegetationsfreies Schlick-, Sand- und Mischwatt                                                   | 3053        |
| 1310    |   | Pioniervegetation mit Salicornia und anderen einjährigen Arten auf Schlamm und Sand (Quellerwatt) | 195         |
| 1330    |   | Atlantische Salzwiesen (Glauco-Puccinellietalia maritimae)                                        | 191         |
| 2110    |   | Primärdünen                                                                                       | 462         |
| 2190    |   | Feuchte Dünentäler                                                                                | 2           |

### Arteninventar
Folgende Arten von gemeinschaftlichem Interesse sind für das Gebiet gemeldet:
| Bild             | EU Code | * | Art                      | wissenschaftlicher Name | Artengruppe           |
| ---------------- | ------- | - | ------------------------ | ----------------------- | --------------------- |
|                  | 1103    |   | Finte                    | Alosa fallax            | Fische und Rundmäuler |
| Kegelrobbe       | 1364    |   | Kegelrobbe               | Halichoerus grypus      | Säugetiere            |
| Flussneunauge    | 1099    |   | Flussneunauge            | Lampetra fluviatilis    | Fische                |
| Sumpf-Glanzkraut | 1903    |   | Sumpf-Glanzkraut         | Liparis loeselii        | Pflanzen              |
| Meerneunauge     | 1095    |   | Meerneunauge             | Petromyzon marinus      | Fische                |
| Seehund          | 1365    |   | Seehund                  | Phoca vitulina          | Säugetiere            |
|                  | 1351    |   | Gewöhnlicher Schweinswal | Phocoena phocoena       | Säugetiere            |

Folgende Vogelarten sind für das Gebiet gemeldet; Arten, die im Anhang I der Vogelschutzrichtlinie geführt sind, sind mit * gekennzeichnet:
| Bild                | Anhang I | EU Code | Art                 | wissenschaftlicher Name |
| ------------------- | -------- | ------- | ------------------- | ----------------------- |
| Steinwälzer         |          | A169    | Steinwälzer         | Arenaria interpres      |
| Bergente            |          | A062    | Bergente            | Aythya marila           |
| Sanderling          |          | A144    | Sanderling          | Calidris alba           |
| Alpenstrandläufer   | *        | A149    | Alpenstrandläufer   | Calidris alpina         |
| Knutt               |          | A143    | Knutt               | Calidris canutus        |
| Seeregenpfeifer     | *        | A138    | Seeregenpfeifer     | Charadrius alexandrinus |
| Sandregenpfeifer    | *        | A137    | Sandregenpfeifer    | Charadrius hiaticula    |
| Prachttaucher       | *        | A002    | Prachttaucher       | Gavia arctica           |
| Sterntaucher        | *        | A001    | Sterntaucher        | Gavia stellata          |
| Austernfischer      |          | A130    | Austernfischer      | Haematopus ostralegus   |
| Zwergmöwe           | *        | A177    | Zwergmöwe           | Larus minutus           |
| Pfuhlschnepfe       | *        | A157    | Pfuhlschnepfe       | Limosa lapponica        |
| Trauerente          |          | A157    | Trauerente          | Melanitta nigra         |
| Großer Brachvogel   |          | A160    | Großer Brachvogel   | Numenius arquata        |
| Kormoran            |          | A017    | Kormoran            | Phalacrocorax carbo     |
| Kiebitzregenpfeifer |          | A141    | Kiebitzregenpfeifer | Pluvialis squatarola    |
| Säbelschnäbler      | *        | A132    | Säbelschnäbler      | Recurvirostra avosetta  |
| Eiderente           |          | A063    | Eiderente           | Somateria mollissima    |
| Zwergseeschwalbe    | *        | A195    | Zwergseeschwalbe    | Sterna albifrons        |
| Brandgans           |          | A048    | Brandgans           | Tadorna tadorna         |